# Première maison de Bragance
Pour les articles homonymes, voir Maison de Bragance et Bragance.
La première maison de Bragance est une noble et puissante lignée féodale portugaise, dont le siège était la ville de Bragance. Alliée aux XIe et XIIe siècles à la deuxième maison comtale portugaise et aux maisons royales de Léon et de Portugal, cette maison régna entre les XIe et XIIIe siècles sur un fief à peu près égal à l'actuelle province de Tras-os-Montes.
Cette première maison de Bragance est nommée généralement en portugais Braganção, Bragance tout court, tout comme Braganções (les grands Bragances), pour mieux la distinguer des Bragance qui ont régné au Portugal et au Brésil après le 1er décembre 1640.

## Histoire
Les seigneurs féodaux de la Terre de Bragance, un grand fief à cheval sur les royaumes de Portugal, de Galice et de Léon, pratiquaient une politique indépendantiste, ne voulant pas être vassaux des royaumes qui les entouraient, et alternaient les alliances politiques avec leurs voisins et d'autres grandes familles seigneuriales portugaises, comme les Maia, les Riba Douro, et les Barbosa. Leur fief, correspondant à peu près à la grande province de Trás-os-Montes, ne faisait pas partie du territoire du premier, ni du second comté de Portugal. Les comtes et rois de Portugal ont pris du temps pour arriver à l'assujettir par la guerre, la diplomatie et les alliances dynastiques.
La comtesse Thérèse, comtesse de Portugal, fille naturelle d'Alphonse VI, et son mari le comte Henri de Bourgogne ont cherché de bonne heure son alliance, en mariant leur fille la princesse Dona Sancha Henriques, infante de Portugal, avec Dom Fernão Mendes de Bragança, seigneur pour les uns ou gouverneur pour les autres (tenens - lieutenant) de la Terre de Bragance (1), avant même que son frère Alphonse Ier de Portugal ait pris le titre de roi de Portugal, en 1139.
Dom Fernão Mendes de Bragança était leur cousin au premier degré, étant lui aussi un petit-fils illégitime maternel du roi Alphonse VI de Léon-Castille, père de la comtesse Thérèse de Portugal, sa mère étant la sœur de Thérèse. L'infante D. Sancha Henriques fut sa seconde femme. Si pour les officiers de la cour portugaise il était devenu tenens sur les documents, c'est-à-dire gouverneur au nom du roi suzerain et donc vassal du roi, lui-même ne se considérerait pas comme tel. Le marié était aussi le petit-fils paternel de la princesse arménienne Ardzrouni, fille du roi Sennecherib Jean de Vaspourakan, que la légende ou tradition rapportée par les plus anciens nobiliaires portugais, raconte avoir été enlevée et épousée par le grand-père paternel de Fernão Mendes, Dom Mendo Alão de Bragança,  lorsqu'elle se rendait en pèlerinage en Galice à Saint-Jacques-de-Compostelle.
Une grande partie des populations européennes actuelles, dont plusieurs maisons royales, descendent de cette dynastie braganceanne composée de puissants seigneurs rudes, isolés et braves, qui ont su transmette leur fief tout aussi bien par les mâles que par les femmes.
La famille portugaise des Alão prétend descendre des anciens seigneurs de Bragance.